# Diamante Bruto
Diamante Bruto é o título do filme brasileiro de 1977, dirigido por Orlando Senna e estrelado por José Wilker e Conceição Senna, ambientado na cidade de Lençóis, Chapada Diamantina, na Bahia.
A obra foi o quarto filme do diretor, mas o primeiro que fora liberado para exibição pela censura vigente durante a ditadura militar. Além dos atores a população de Lençóis também atuou na obra, que tinha muitas vezes configuração de documentário.

## Enredo
A história do filme é baseada no romance Bugrinha, do escritor Afrânio Peixoto, publicado originalmente em 1922.
O personagem vivido por Wilker é um ator de sucesso na televisão e, voltando para a terra natal, ali é recebido como herói. Acaba se envolvendo com a personagem vivido pela estreante Gilda Ferreira.

## Elenco
- Conceição Senna, como Rita
- Gilda Ferreira, como Bugrinha
- José Wilker, como José de Castro
- Raimundo Nonato
- Wilson Mello

## Impacto cultural
Em 2005 Conceição Senna, desta feita como diretora, lançou o documentário intitulado "Brilhante" no qual reunia depoimentos de moradores da cidade e atores que participaram do filme, mostrando além de suas lembranças as transformações acontecidas em Lençóis desde o lançamento da obra de Orlando Senna, exibindo efeitos negativos do turismo, como a criação de bolsões de pobreza na periferia.